# Nəsimi (Metro de Bakú)
Nəsimi es una estación del Metro de Bakú. Se inauguró el 9 de octubre de 2008.